# Hamburgs hamn (målning)
Hamburgs hamn är en akvarellmålning av Anders Zorn. Den målades 1891 och ingår i Nationalmuseums samlingar i Stockholm sedan 1923.  
Den här målningen utfördes på beställning av Alfred Lichtwark som var chef för konstmuseet Hamburger Kunsthalle 1886–1914. Lichtwark ville att konsten skulle vara en integrerad del av livet i Hamburg, och gav därför i uppdrag åt konstnärer att skildra olika stadsmiljöer. Merparten av verken i den här serien utfördes av tyska konstnärer, men Lichtwark anlitade också några nordiska konstnärer, såsom danske Laurits Tuxen och norske Fritz Thaulow. 
Zorn reste till Hamburg hösten 1891 tillsammans med hustrun Emma Zorn. Han har beskrivet arbetet i Hamburgs hamn i sina självbiografiska anteckningar: "Det var isande kallt därute på Kaiserhöft, men intressant att måla denna lervälling till vatten, stora och små ångare, ånga, sot och dimma". Det är möjligt att Lichtwark tänkt sig en mer förskönande bild av staden med storslagna fartyg och myllrande aktivitet i hamnen. Det dröjde länge innan Zorn fick betalt och han begärde till och med att få tavlan återsänd. Först tio år senare fick han sina pengar. År 1923 sålde Hamburger Kunsthalle målningen till Nationalmuseum.         